# Ligocatinus olivaceus
Ligocatinus olivaceus är en insektsart som först beskrevs av Brunner von Wattenwyl 1891.  Ligocatinus olivaceus ingår i släktet Ligocatinus och familjen vårtbitare. Inga underarter finns listade i Catalogue of Life.